# Мусоев, Абдулло
Абдулло Мусоев (25 января 1922 — 1988) — советский военнослужащий. В Рабоче-крестьянской Красной Армии служил с сентября 1943 года. В годы Великой Отечественной войны снайпер 515-го стрелкового полка 134-й Вердинской стрелковой дивизии. На личном счету имел 83 уничтоженных солдат и 15 офицеров противника. Полный кавалер ордена Славы. После войны демобилизовался в звании сержанта. С 1968 года — старшина в отставке.

## Биография

### До ухода на фронт
Абдулло Мусоев родился 25 января 1922 года в кишлаке Сары-Чашма Бухарской Народной Советской Республики (ныне кишлак района имени Мир Саида Али Хамадани Хатлонской области Республики Таджикистан) в семье дехканина. Таджик.
В школу Абдулло пошёл поздно и в 1941 году окончил только пятый класс. С началом Великой Отечественной войны он начал работать звеньевым в местном колхозе, но учёбу не бросил и в 1943 году завершил семилетнее образование. В том же году, 15 сентября, А. Мусоев Шуроабадским районным военкоматом Кулябской области был призван в ряды Рабоче-крестьянской Красной Армии. Воинскую службу начал в Шуроабаде помощником начальника 2-го отделения райвоенкомата. В этот период Абдулло увлёкся стрелковым делом. Проводя почти всё свободное время на стрельбище, он освоил все виды стрелкового оружия. Но особенно ему нравилась винтовка СВТ. К концу 1943 года А. Мусоев получил квалификацию снайпера и зимой 1944 года в звании ефрейтора был направлен в действующую армию на Западный фронт.

### На фронтах Великой Отечественной войны
2 февраля 1944 года ефрейтор А. Мусоев был зачислен снайпером во 2-ю стрелковую роту 515-го стрелкового полка 134-й стрелковой дивизии. Но на передовую Абдулло сразу не попал. Больше месяца он под наставничеством опытных бойцов изучал премудрости снайперского дела. Общаясь со своими учителями, имевшими на своём счету не один десяток уничтоженных солдат неприятеля, он скоро понял, что для того, чтобы стать хорошим снайпером недостаточно только хорошо стрелять, что нужно постоянно проявлять воинскую смекалку, знать повадки врага. В это время дивизия несколько раз меняла места дислокации, а 21 марта и вовсе была выведена в резерв. В конце месяца она погрузилась в эшелон на станции Лиозно и убыла под Ковель на 1-й Белорусский фронт, где 14 апреля 1944 года вошла в состав 69-й армии. Здесь в позиционных боях у села Свинажин Турийского района Абдулло Мусоев принял боевое крещение и открыл личный счёт уничтоженным врагам.
В ночь с 17 на 18 апреля 1944 года подразделения 134-й стрелковой дивизии заняли оборону на рубеже Свинажин, Серкизув, Дожва, Осьмиговичи, а уже на следующий день Мусоева вызвал командир полка гвардии подполковник К. И. Пономарчук: «Фашисты беспокоят наших воинов огнём из засад. Надо отбить у них охоту к этому. Стрелок вы хороший, вам и поручаю это дело. Надеюсь, справитесь». Несколько дней ушло у Абдулло на обустройство огневых позиций перед своими траншеями, изучение обороны противника и наблюдение за поведением вражеских солдат. Хорошая подготовка дала хороший результат: в первый же день «охоты» ефрейтор Мусоев уничтожил семь военнослужащих вермахта, при этом оставшись необнаруженным. Встревоженные работой советского снайпера немцы вызвали своего стрелка. В состоявшейся на следующий день снайперской дуэли Абдулло сумел вычислить и ликвидировать своего оппонента. За образцовое выполнение задания командования ефрейтор Мусоев был награждён своей первой боевой наградой — медалью «За отвагу».
Летом 1944 года Красная Армия начала широкомасштабное наступление на территории Белорусской ССР. 16-17 июля в рамках Люблин-Брестской операции перешли в наступление и части 69-й армии. Прорвав немецкую оборону под Ковелем, 134-я стрелковая дивизия форсировала Западный Буг и вступила на территорию Польши. 22 июля Абдулло Мусоев в составе своего полка участвовал в боях за польский город Хелм. В ночь с 28 на 29 июля 738-й и 629-й стрелковые полки дивизии форсировали Вислу у города Пулавы и захватили небольшой плацдарм на западном берегу реки, получивший впоследствии название «Пулавский». 30 июля на левый берег Вислы переправился и находившийся во втором эшелоне дивизии 515-й стрелковый полк подполковника Пономарчука. В течение августа дивизия вела упорные бои за удержание и расширение плацдарма. Когда же линия фронта стабилизировалась, вновь настало время снайперов. За период с 1 по 15 сентября ефрейтор Мусоев снайперским огнём истребил 12 вражеских солдат, а 16 сентября во время наблюдения за немецкими позициями он вывел из строя расчёт станкового пулемёта, который вёл интенсивный обстрел советских позиций. За беспощадное уничтожение 22 солдат и офицеров врага и проявленные при этом доблесть и мужество приказом от 5 октября 1944 года Абдулло Мусоев был награждён орденом Славы 3-й степени (№ 174503).

### От Вислы до Эльбы
14 января 1945 года части 69-й армии генерал-полковника В. Я. Колпакчи перешли в наступление с Пулавского плацдарма в рамках Варшавско-Познанской операции стратегического Висло-Одерского плана. Ефрейтор А. Мусоев, находясь в боевых порядках стрелкового батальона своего полка, участвовал в освобождении города Радом, в боях за Лодзь и Познань. Неоднократно боевая работа снайпера способствовала преодолению вражеской обороны и продвижению стрелковых подразделений вперёд. Так, 26 января на подступах к городу Познань Абдулло меткими выстрелами уничтожил расчёт пулемётной точки, мешавший наступлению пехоты, и ещё 5 вражеских солдат. В боях за опорный пункт немецкой обороны Шёнов 1 февраля ефрейтор Мусоев, действуя в составе штурмовой роты, первым ворвался в здание, где засели немецкие автоматчики, и уничтожил 6 военнослужащих вермахта, а ещё семь вынудил сдаться в плен. 3 февраля 1945 года полк гвардии подполковника К. И. Пономарчука вышел на ближние подступы к Одеру прямо напротив Франкфурта. Обойдя мощную оборонительную линию немцев на подступах к городу по сильно заболоченной местности, полк просочился в тыл противника и вышел на восточную городскую окраину. Пытаясь отбросить советские части от Франкфурта, противник крупными силами пехоты при поддержке танков предпринял несколько контратак, но все они были отбиты с большим для него уроном. Абдулло Мусоев вместе с другими бойцами участвовал в отражении натиска неприятеля и не отступил ни на шаг, уничтожив снайперским огнём до 10 солдат вермахта. За отличие в Висло-Одерской операции приказом от 20 марта 1945 года ефрейтор Мусоев был награждён орденом Славы 2-й степени (№ 16002).
В течение февраля-марта 1945 года 515-й стрелковый полк занимал позиции в левобережной части Франкфурта-на-Одере. Перед началом Берлинской операции 134-ю стрелковую дивизию перебросили севернее, в район Лебуса, откуда она 16 апреля 1945 года перешла в наступление на берлинском направлении. Противник оказывал ожесточённое сопротивление и яростно контратаковал. Заняв удобную огневую позицию на небольшой высотке, поросшей кустарником, Абдулло Мусоев быстро сбил наступательный порыв немецкой пехоты, в течение 10 минут уничтожив два пулемётных расчёта и 5 солдат. Немцы скоро догадались откуда бьёт советский снайпер и обрушили на высоту шквал огня. Но Абдулло к этому времени уже успел сменить позицию и продолжил разить врага, истребив ещё до 10 солдат неприятеля. Немцы были деморализованы, и поднявшаяся в атаку штурмовая рота советской пехоты опрокинула боевые порядки врага. Немецкая оборона на западном берегу Одера на участке наступления полка была прорвана.
19 апреля 515-й стрелковый полк сменил части 247-й стрелковой дивизии на участке шоссейной дороги Лебус—Нидерьезер. После упорных боёв полк овладел опорным пунктом немецкой обороны Петерсхаген, откуда начал наступление на Фюрстенвальде, имея задачу не допустить отхода частей 9-й и 4-й танковой армий к Берлину. В период с 20 по 29 апреля бойцы гвардии подполковника Пономарчука в составе своей дивизии участвовали в операции по окружению и ликвидации немецкой группировки южнее столицы Германии, а после прорыва остатков немецких частей из Хальбского котла вели их преследование. 2 мая передовые отряды 134-й стрелковой дивизии вышли к Эльбе в районе города Магдебурга, где встретились с американскими войсками. День Победы Абдулло Мусоев встретил в лесу недалеко от городка Бург. За отличие в Берлинской операции через год после окончания войны указом Президиума Верховного Совета СССР от 15 мая 1946 года он был награждён орденом Славы 1-й степени (№ 1368). Всего за время участия в боевых действиях Абдулло Мусоев записал на свой снайперский счёт 98 уничтоженных военнослужащих вермахта, в том числе 15 офицеров.

### После войны
После окончания Великой Отечественной войны сержант А. Мусоев был демобилизован. Вернувшись в Таджикистан, Абдулло поселился в Кулябе. В 1949 году окончил Кулябское педагогическое училище. Работал сначала директором небольшого ресторана, затем был начальником цеха престижного ресторана «Куляб». С 1968 года — старшина в отставке. В 1985 году принимал участие в параде в ознаменования 40-летия Победы на Красной площади в Москве. Умер Абдулло Мусоев в 1988 году. Похоронен в Кулябе.

## Награды
- Орден Отечественной войны 1-й степени (11.03.1985)[14];
- орден Славы 1-й степени (15.06.1946)[1];
- орден Славы 2-й степени (20.03.1945)[4];
- орден Славы 3-й степени (05.10.1944)[5].
- Медали, в том числе:

медаль «За отвагу» (28.07.1944);
медаль «За победу над Германией в Великой Отечественной войне 1941-1945 гг.».

## Документы
- Общедоступный электронный банк документов «Подвиг Народа в Великой Отечественной войне 1941—1945 гг.» Дата обращения: 28 октября 2014. Архивировано из оригинала 13 марта 2012 года.

Орден Отечественной войны 1-й степени.
Орден Славы 2-й степени.
Орден Славы 3-й степени.
Медаль «За отвагу».